# 廣告條幅

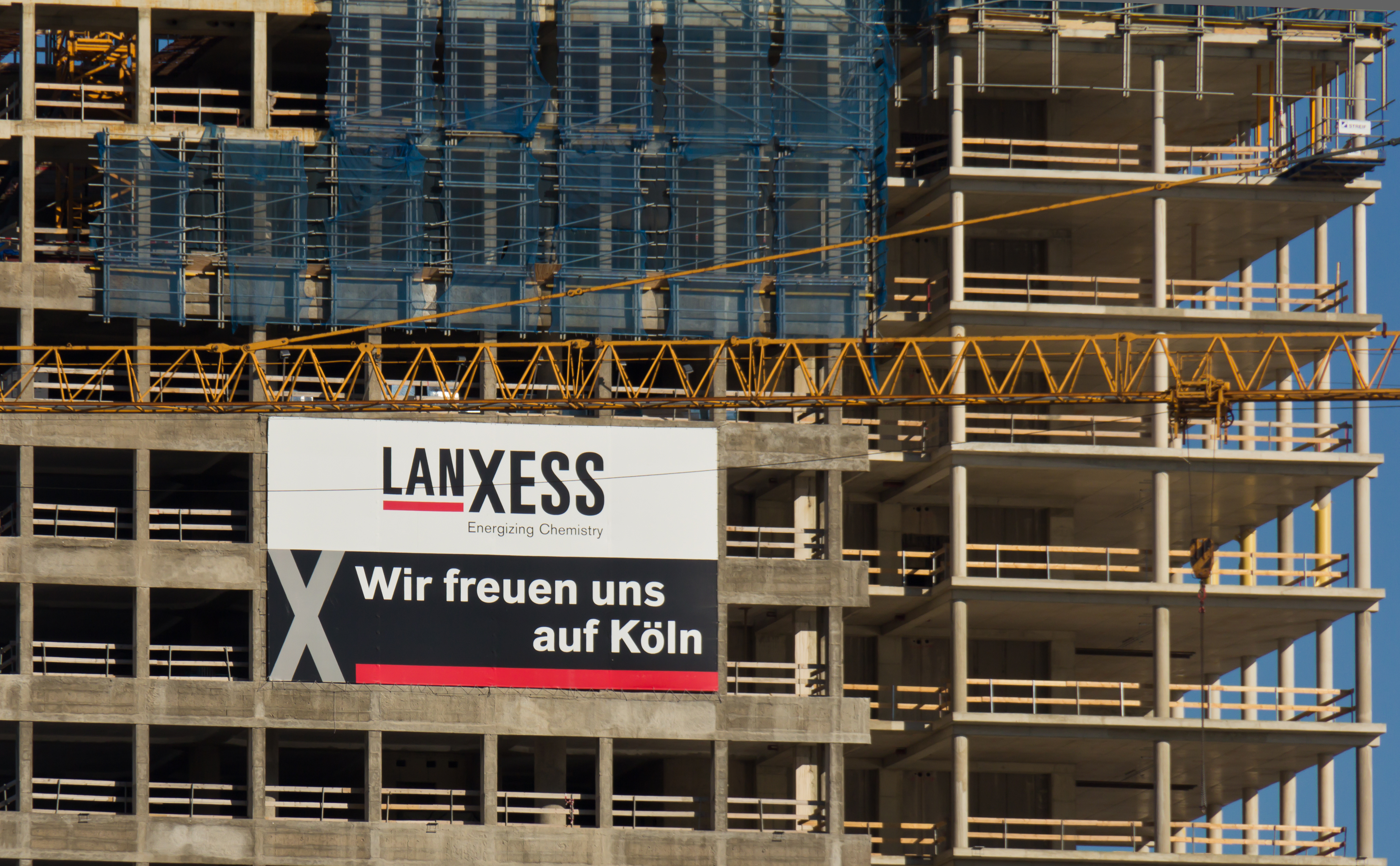
挂在建築大樓外的大型條幅

廣告條幅是一種用於廣告宣傳的条幅印刷品，橫向的稱為橫幅或橫額，垂直懸掛的稱為直幅或直幡，尤其廣泛使用在戶外廣告用途，用以引起人們的目光。
廣告條幅一般使用溶劑、UV直接印刷在聚氯乙烯布料或夾網膜（PVC fabric）印製，較新的技術是使用乳膠油墨進行環保打印，目前乳膠打印機僅由HP和Mimaki生產。由於採用數字印刷技術，因此即使在印刷量很小的情況下，大幅面的條幅也可以相對負擔得起。
廣告條幅通常使用於季節性的宣傳目的，並且可與幟和旗互相配合使用，三者之間的差異在於，條幅通常是四邊堅牢地固定在墻面或其他穩定的位置，幟和旗是懸掛在桿子上隨風飄揚。條幅的邊緣有滾邊、孔眼或縫線，通常可以在寬度不超過5米的情況下無接縫地製造，所以較大的廣告條幅均使用熱風焊接在一起。
如果使用在空中廣告的宣傳，可以通過動力飛機或超輕型飛機將長達100米的拖曳橫幅拉向空中，但是通常是使用聚酯紡織品（Polyester fabric）製成的橫幅。
由於聚氯乙烯的相對低成本，條幅經常被用於短期的廣告用途，因此產生相對大量的浪費。所以某些商家會將橫幅回收， 個別製造商還提供不含聚氯乙烯（PVC free）的條幅。

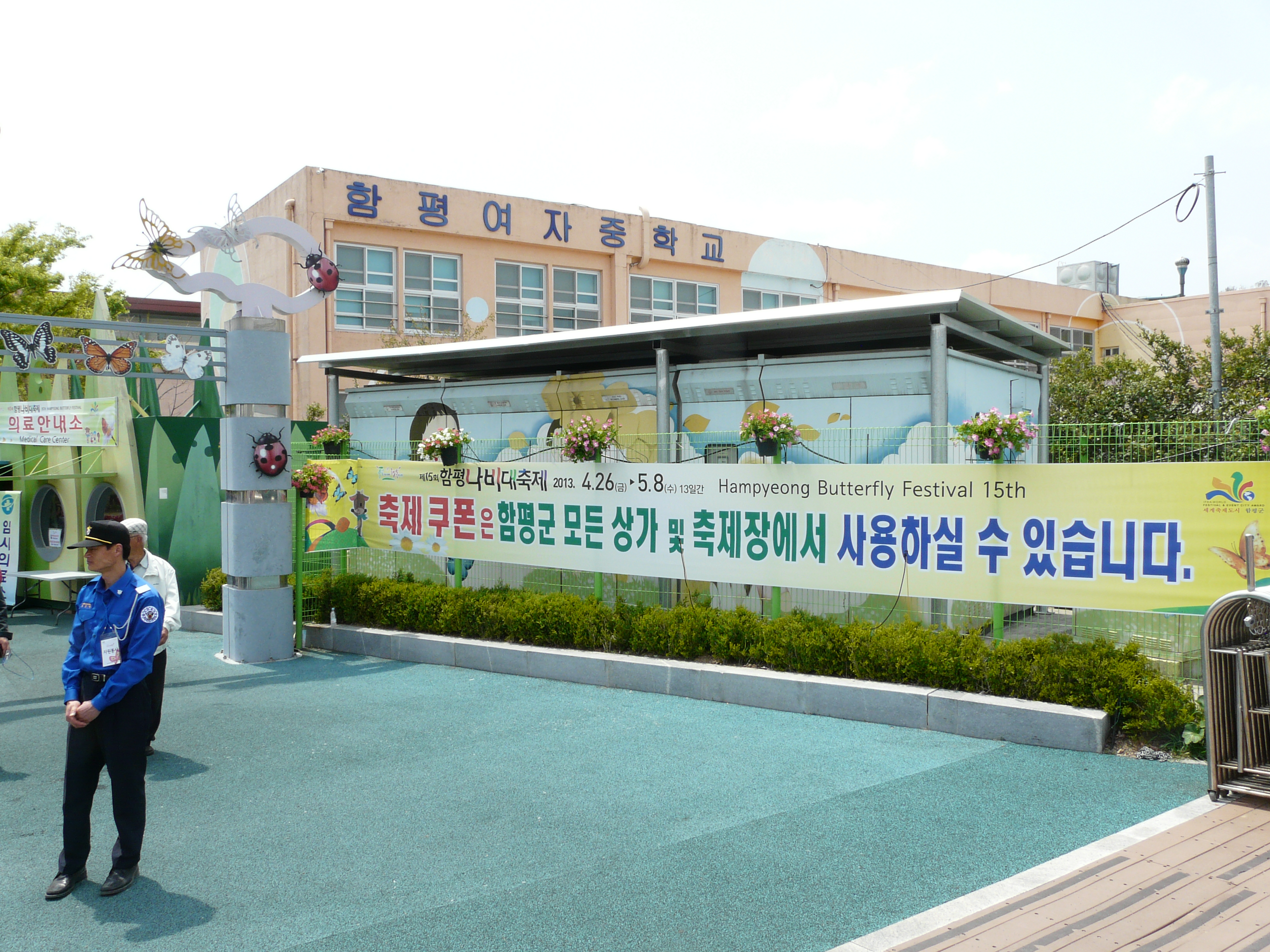
橫長的條幅
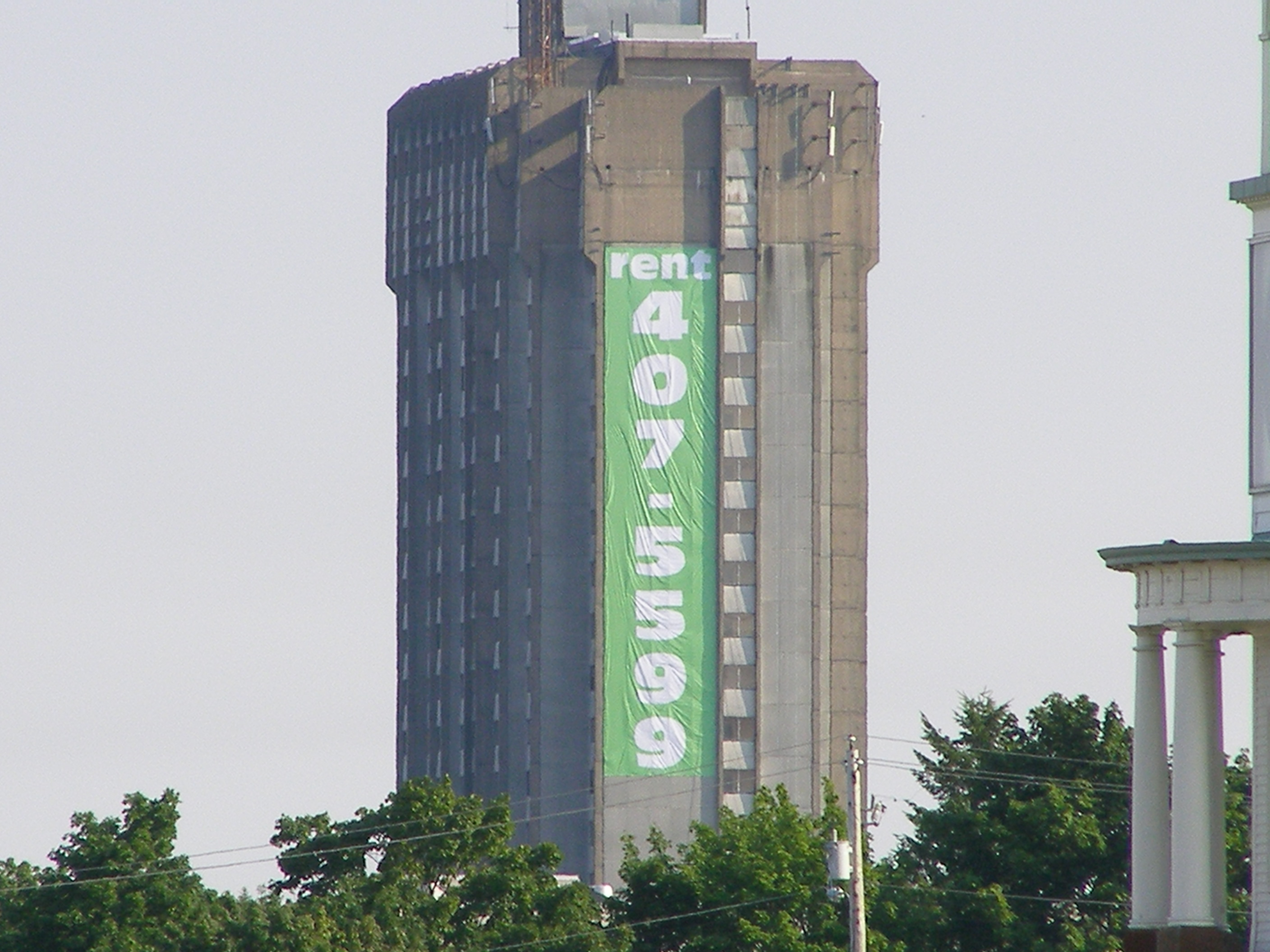
垂直的條幅
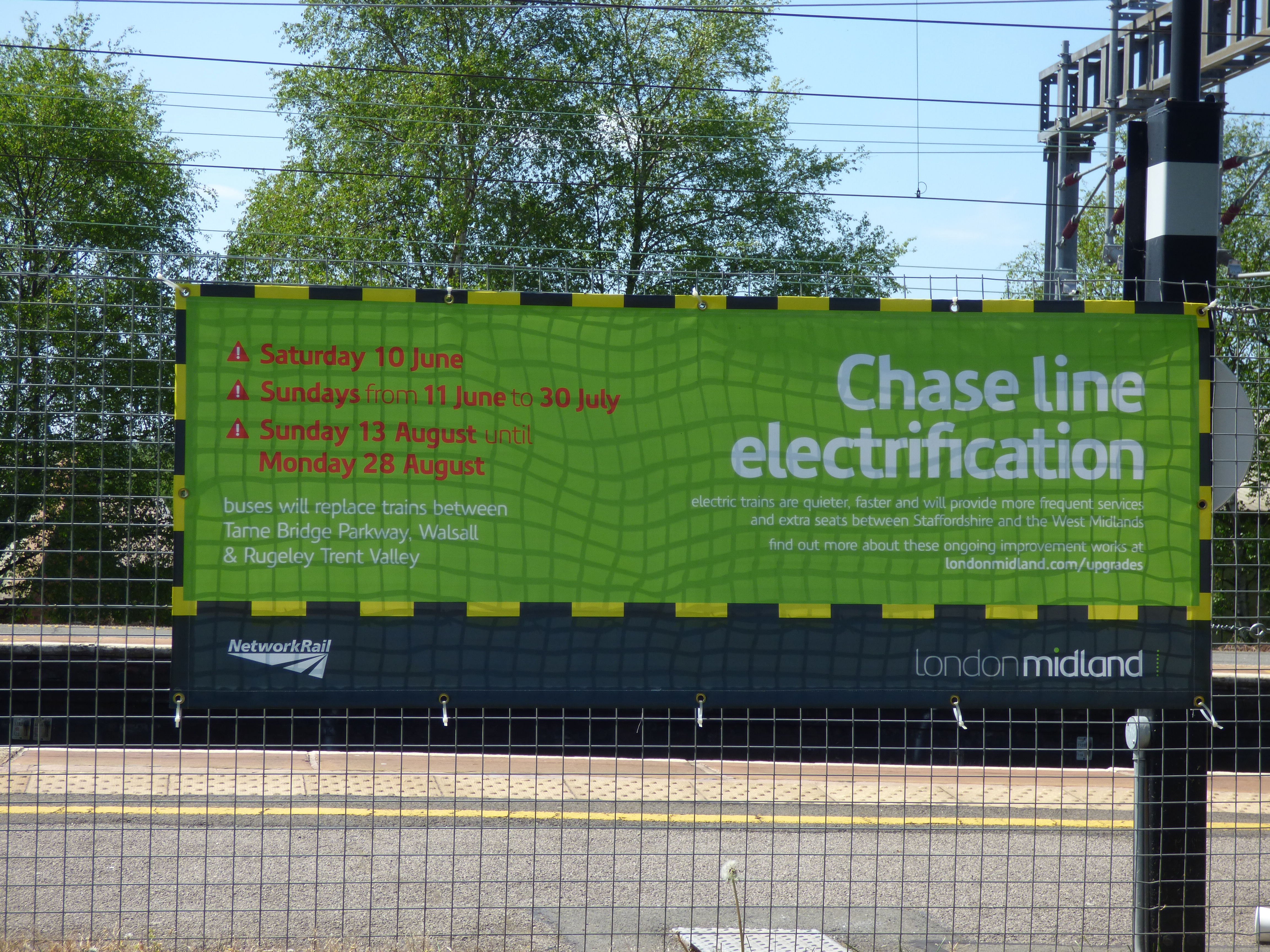
籬網上的通告條幅
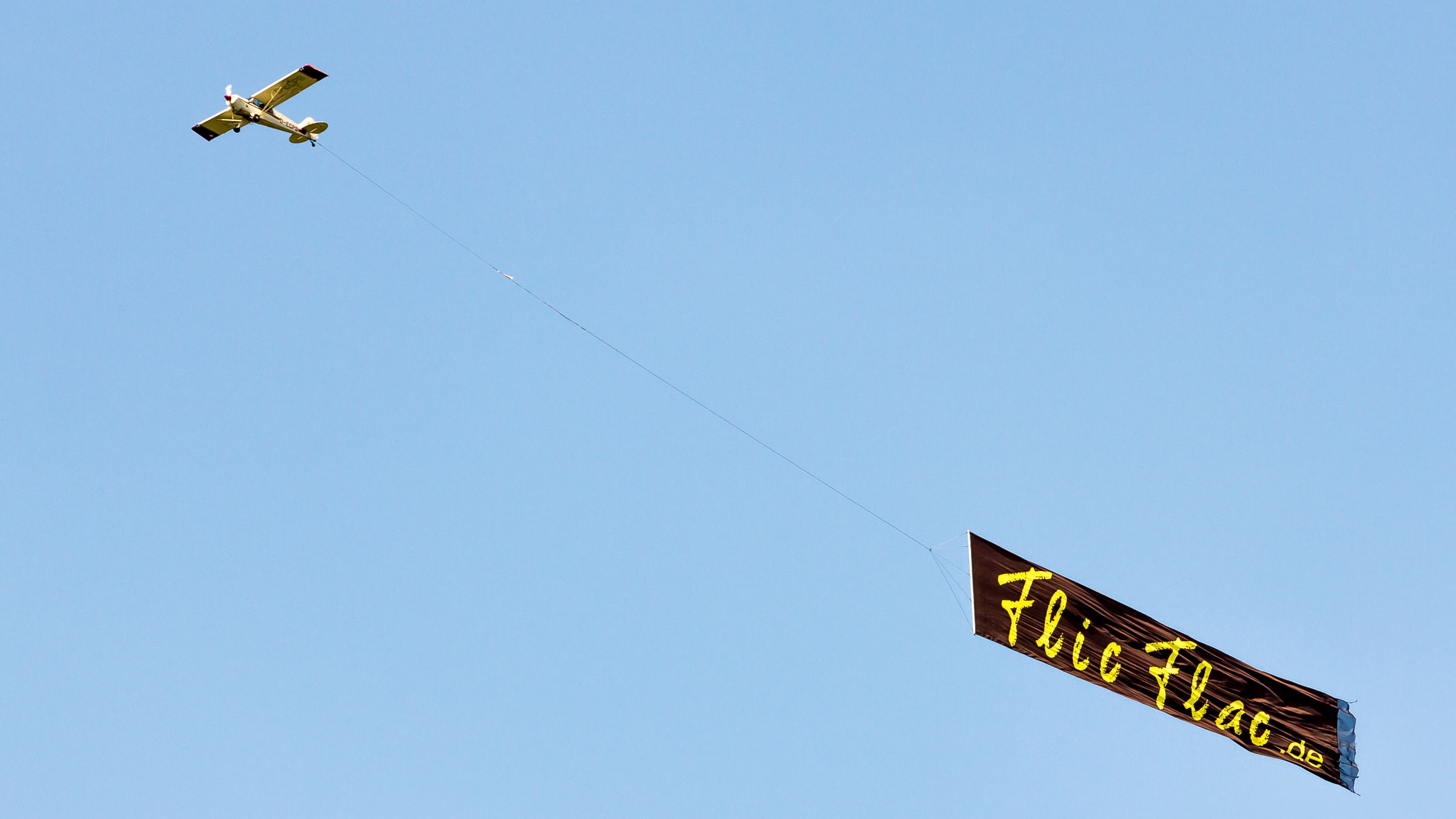
空中廣告的條幅
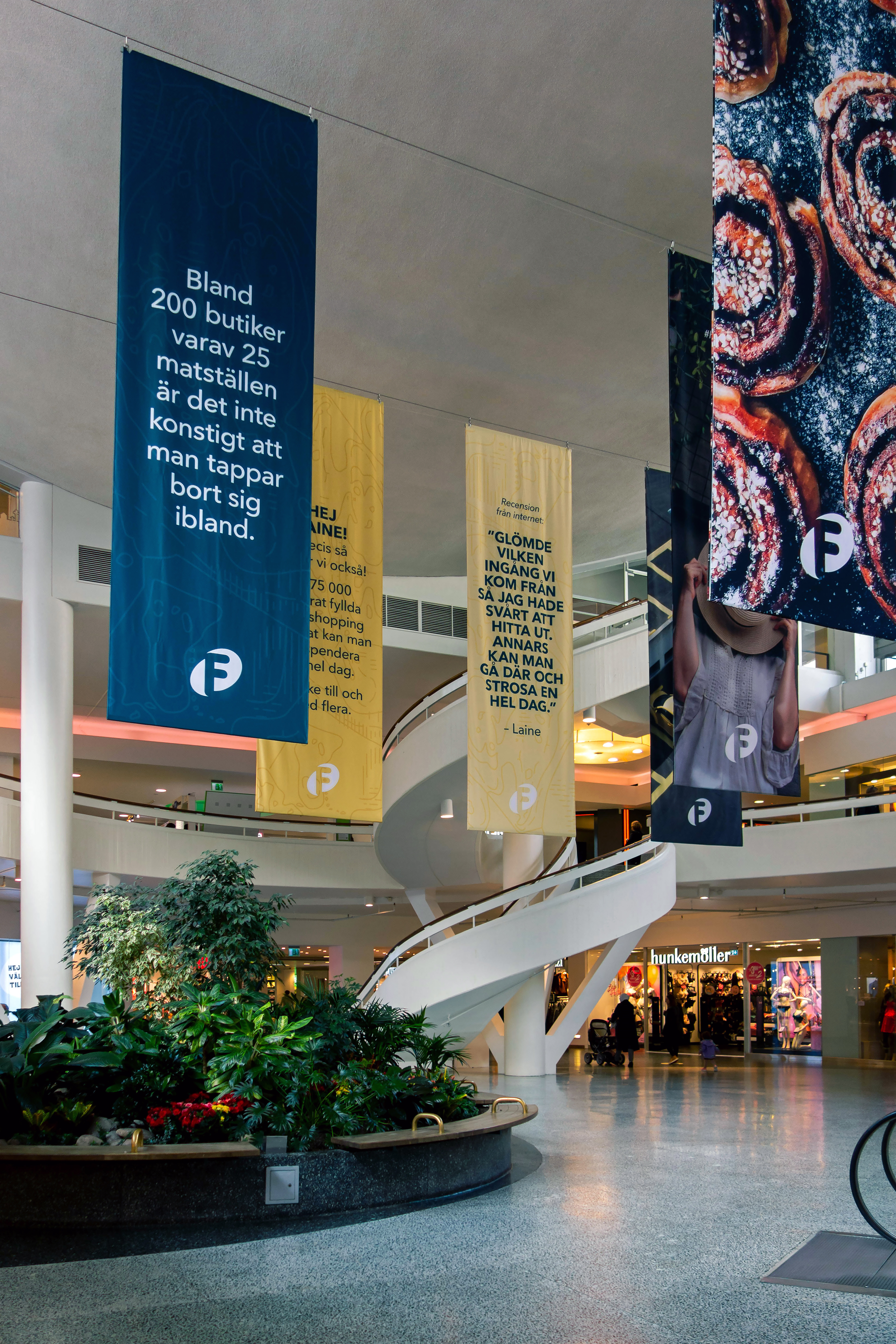
商場內懸空掛著的吊旗條幅
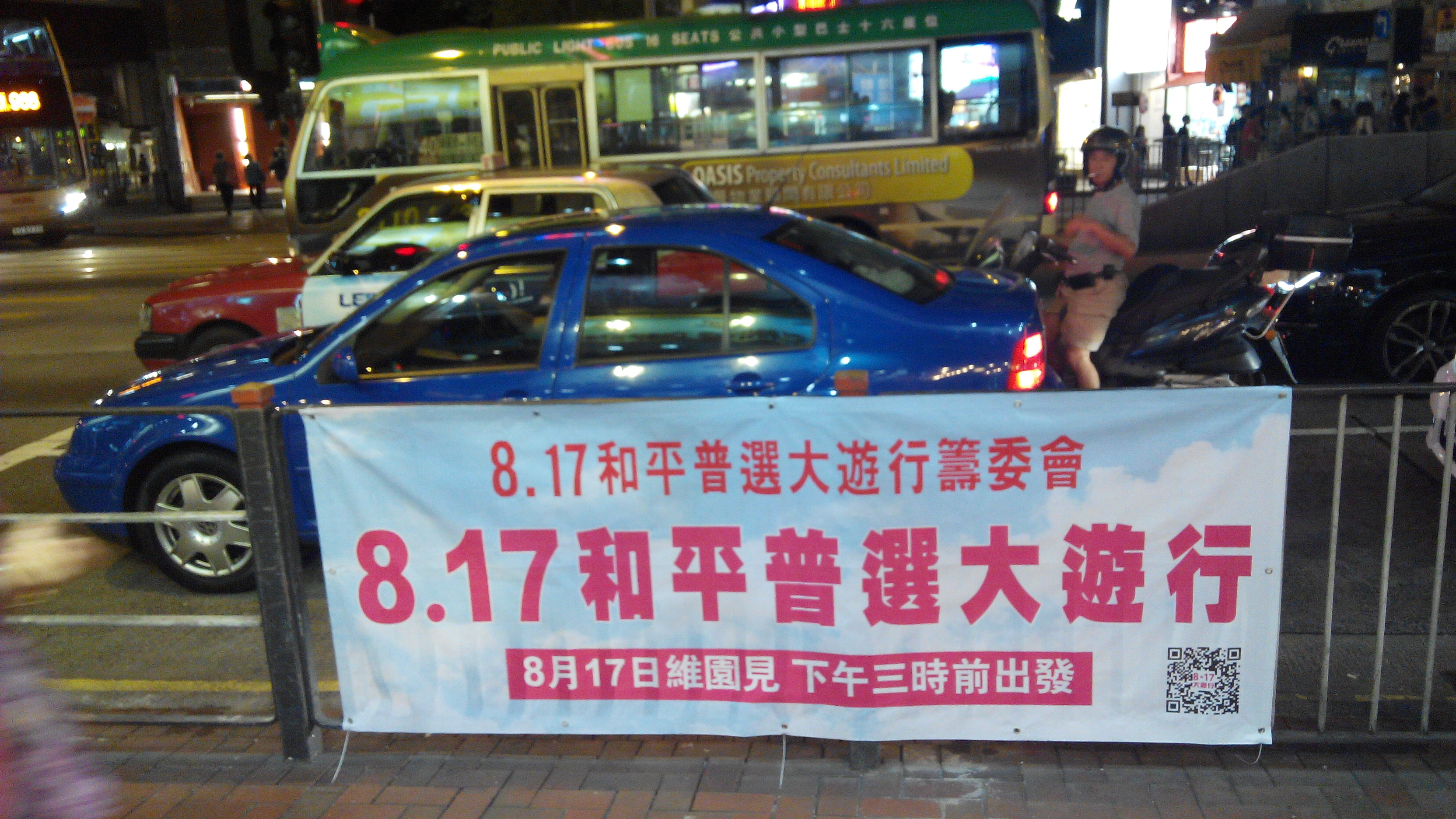
欄杆上的政宣條幅
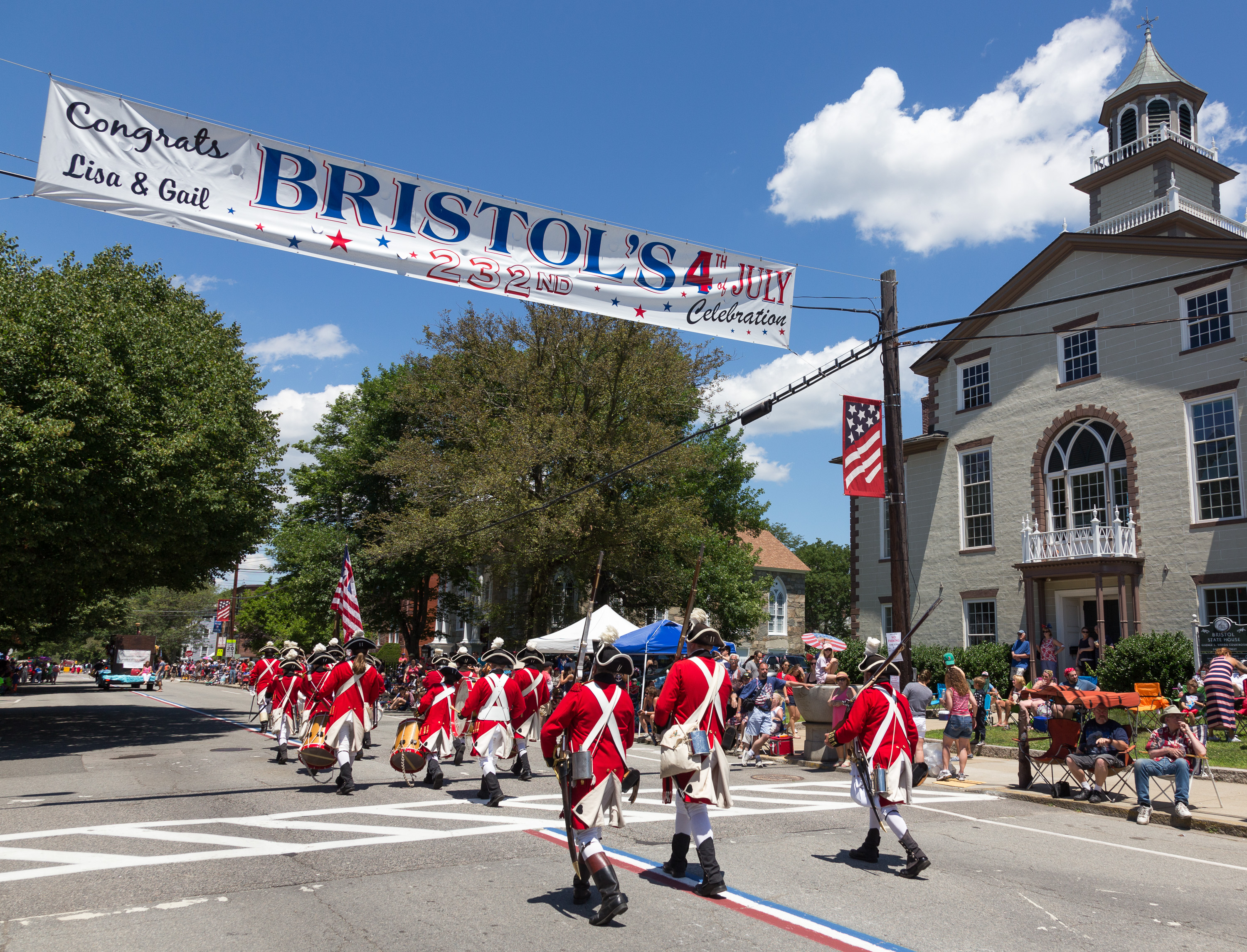
街頭的條幅
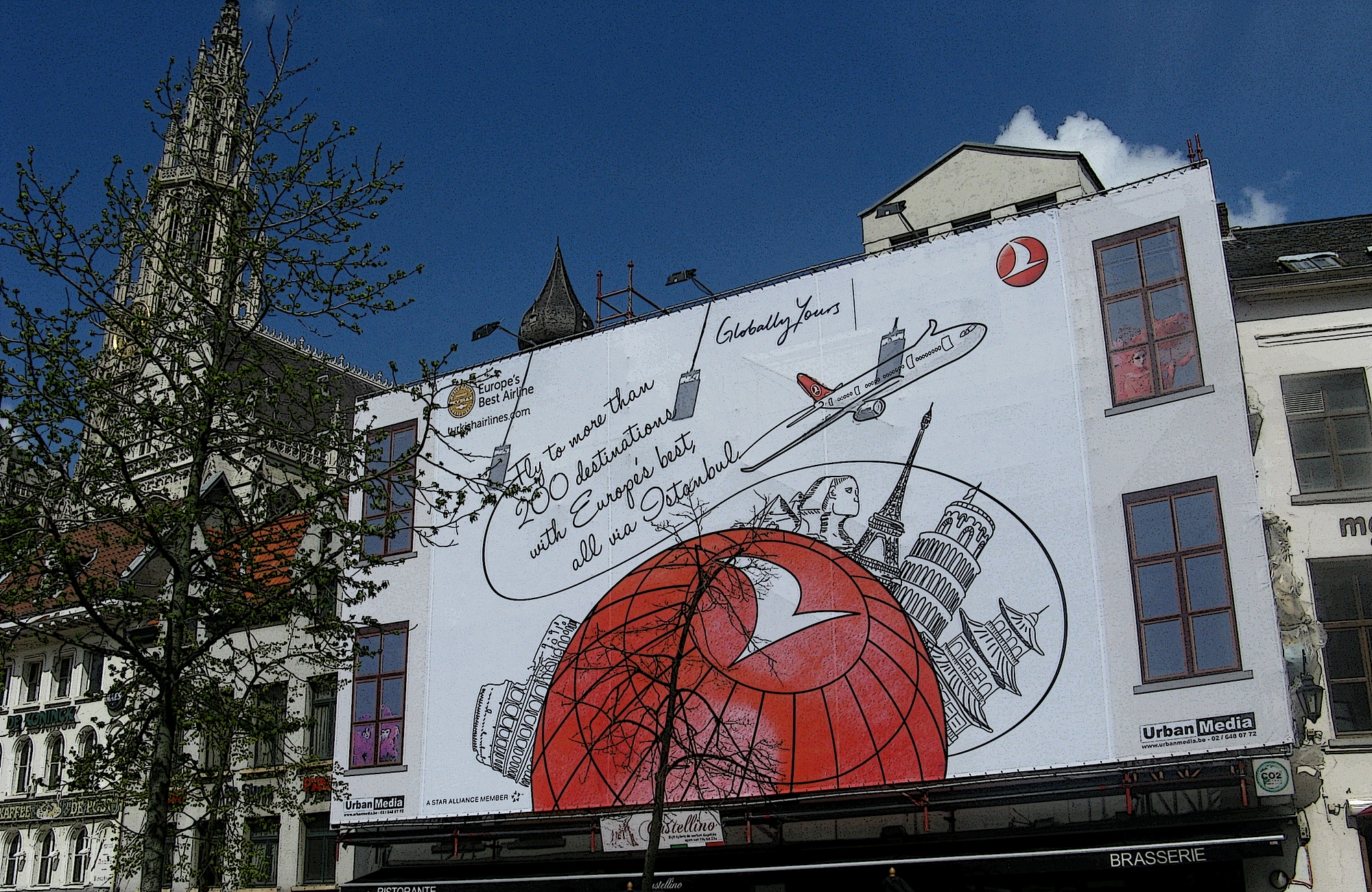
外墻看板的大型條幅

## 外部連結
- 维基共享资源上的相關多媒體資源：廣告條幅